# Fuente el Fresno
Fuente el Fresno é um município da Espanha na província de Cidade Real, comunidade autónoma de Castela-Mancha. Tem 119,65 km² de área e em 2021 tinha 3 141 habitantes (densidade: 26,3 hab./km²).

## Demografia
| Variação demográfica do município entre 1991 e 2004 [carece de fontes?] | Variação demográfica do município entre 1991 e 2004 [carece de fontes?] | Variação demográfica do município entre 1991 e 2004 [carece de fontes?] | Variação demográfica do município entre 1991 e 2004 [carece de fontes?] |
| ----------------------------------------------------------------------- | ----------------------------------------------------------------------- | ----------------------------------------------------------------------- | ----------------------------------------------------------------------- |
| 1991                                                                    | 1996                                                                    | 2001                                                                    | 2004                                                                    |
| 3546                                                                    | 3486                                                                    | 3476                                                                    | 3474                                                                    |